# Nederlands West-Indië
Onder Nederlands West-Indië verstond men de Nederlandse koloniën in de Caraïben, soms ook in combinatie met delen van Midden- en Zuid-Amerika. De West-Indische Compagnie (WIC), tegenhanger van de Vereenigde Oostindische Compagnie (VOC), rekende zelfs Nederlandse koloniën in West-Afrika tot West-Indië. 
Met de Nederlandse grondwetswijziging van 1922 werd bepaald dat het Koninkrijk der Nederlanden bestond uit het grondgebied van Nederland, Nederlands-Indië, Suriname en Curaçao en Onderhorigheden. Met die onderhorigheden werden Aruba, Bonaire en de SSS-eilanden bedoeld. De combinatie van het rijksdeel Suriname en het rijksdeel Curaçao werd in die tijd vaak omschreven als "De West" of (Nederlands) West-Indië.

## Nederlands West-Indië onder heerschappij van de WIC
- Arguin (eiland langs de kust van Mauritanië);
- Curaçao, inclusief Aruba en Bonaire;
- Loango-Angolakust (in het huidige Angola);
- Nederlands-Brazilië (lag in het huidige Brazilië);
- Nederlands-Guiana, bestaande uit Essequebo en Demerary, Berbice en Suriname (het huidige Guyana en Suriname);
- Nederlandse Goudkust (lag in het huidige Ghana);
- Nederlandse Maagdeneilanden (de huidige Amerikaanse en Britse Maagdeneilanden);
- Nieuw-Nederland (lag in de huidige staat New York);
- Nieuw Walcheren (lag op het eiland Tobago);
- Sint Maarten;
- Sint Eustatius, inclusief Saba;
- Slavenkust (lag onder andere in Benin, Togo en Nigeria).

## Nederlands West-Indië na 1815
Na de Franse tijd bleven het Verenigd Koninkrijk der Nederlanden en later het Koninkrijk der Nederlanden aanvankelijk de baas in:
- Curaçao en Onderhorigheden (vanaf 1948 de Nederlandse Antillen genoemd);
- Nederlandse Goudkust (tot 1872);
- Suriname.